# Districte municipal de Pakruojis
El Districte municipal de Pakruojis (en lituà: Pakruojo rajono savivaldybė) és un dels 60 municipis de Lituània, situat dins del comtat de Šiauliai, i que forma part de la regió de Aukštaitija. El centre administratiu del municipi és la ciutat Pakruojis.
És un districte agrícola, situat al nord de la frontera amb Lituània i Letònia. Els rius Kruoja, Musa i d'altres flueixen a través del districte. Els boscos ocupen el 16,7% del seu territori. Està prop de dues ciutats importants: Šiauliai és a 40 quilòmetres a l'oest, i És un districte agrícola, situada al nord de la frontera amb Lituània i Letònia. Els rius Kruoja, Musa i d'altres flueixen a través del districte. Els boscos ocupen el 16,7% del territori del districte Pakruojis. Està prop de dues ciutats importants: Šiauliai és a 40 quilòmetres a l'oest, i Panevėžys al voltant de 50 quilòmetres al sud-est.
Pakruojis és conegut com un dels principals centres d'elaboració de la cervesa tradicional de Lituània, juntament amb Pasvalys i Biržai. Hi ha 19 fàbriques de cervesa diferents al districte. La majoria dels bars de la ciutat compten amb un tipus local de cervesa. El principal parc a Pakruojis mostra una col·lecció de talles de fusta d'art popular.

## Seniūnijos del districte municipal de Pakruojis

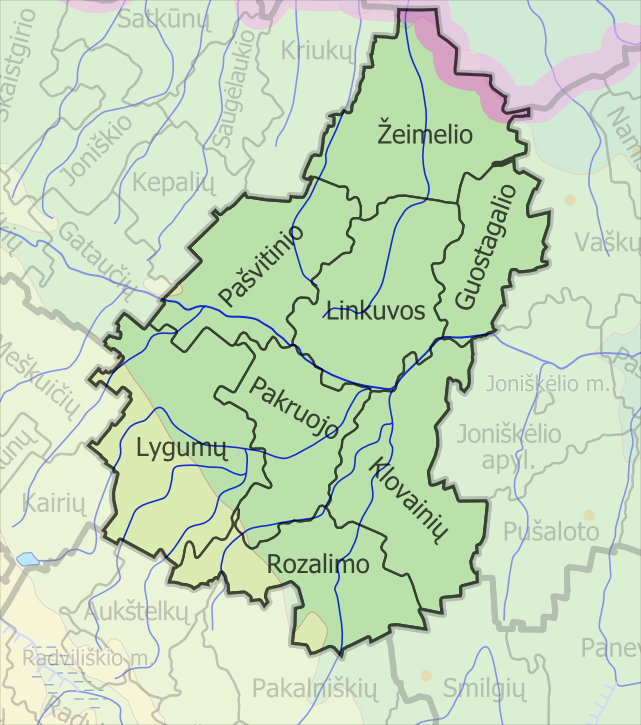
Mapa del districte

- Guostagalio seniūnija (Guostagalis)
- Klovainių seniūnija (Klovainiai)
- Lygumų seniūnija (Lygumai)
- Linkuvos seniūnija (Linkuva)
- Pakruojo seniūnija (Pakruojis)
- Pašvitinio seniūnija (Pašvitinys)
- Rozalimo seniūnija (Rozalimas)
- Žeimelio seniūnija (Žeimelis)